# 七家騒動
七家騒動（しちけそうどう）は、安永2年6月27日（1773年8月15日）に出羽国米沢藩で起こったお家騒動。藩主・上杉治憲（鷹山）の改革政策に反対する藩の重役で、奉行の千坂高敦（対馬）と色部照長（修理）、江戸家老の須田満主（伊豆）、侍頭の長尾景明（権四郎）、清野祐秀（内膳）、芋川延親（縫殿）、平林正在（蔵人）の7人が、元藩儒で藩医の藁科立沢の教唆を受け、改革の中止と改革を推進する奉行の竹俣当綱（美作）一派の罷免を治憲に強訴した。
重役7名の署名による45か条の訴状が提出されたので、七家訴状事件ともいう。

## 訴状内容
45か条にわたる訴状内容の要約は以下の通りであった。
1. 治憲に対する「賞罰」の不明確さや、政策への批判。
2. 竹俣当綱が他の重臣を無視し、莅戸善政、木村高広などの藩主側近とともに改革政治を専断することを先代の側近森利真と同類の出頭人政治として批判。
3. 竹俣の人物及び細井平洲や最上地方の商人と竹俣との関係を批判。
4. 改革政治自体が、国害であり、仙台藩や会津藩の出頭人政治失敗と古法復帰による藩政立て直し成功にならい、「越後風」の回復のために竹俣とその一味である治憲側近の即時退役要求。

## 千坂・色部の加担
千坂と色部の両奉行は、反対派を括って抑えておかないと暴発してお家騒動になると懸念しての一味加担であったとする説もある。少なくとも色部に関しては、
- 治憲が改革を開始するに当たり、千坂を通して国許の重役たちに対し通達した趣意書『志記』の中で「このたびの改革は私自身が色部と論議の上、色部も賛同したことである」と述べられている。
- 明和4年9月13日（1767年10月5日）に治憲と共に白子神社へ倹約誓詞を納めに行き、誓詞の中で「他者が改革に反対しようとも、自分は改革を支持する」と述べている。
- 明和8年6月5日（1771年7月16日）早朝に治憲・竹俣と共に愛宕山に登って降雨祈願を行った。

ことから、改革に対してはむしろ協力的であったと見る説がある。

## 結果
同年7月1日（8月18日）に7重臣の裁決が下され、須田と芋川の切腹及び改易、残り5人の重役は隠居及び閉門または蟄居、石高削減となる。また、芋川の父・芋川正令も息子に連座して押込となる。9月には藁科が斬首並びに士分剥奪となる。
米沢藩首脳部は10人で構成されているが、そのうちの7人が加わって藩政から退いたことで、当然首脳部に欠員が生じ、少なからず藩政運営に影響を与えることになった。7月5日（8月22日）には、侍組平侍の吉江輔長（喜四郎）の奉行就任や、千坂の実弟で上杉重定附き小姓頭であった廣居忠起（図書）の江戸家老就任が行われた。
安永4年（1775年）には、須田家と芋川家が家格を侍組分領家から侍組平侍に降格されたものの、共に家の再興が認められ、千坂や色部らも赦免された。